# Ибараки
Ибара́ки (яп. 茨城県 Ибараки-кэн) — префектура, расположенная в регионе Канто на острове Хонсю, Япония. Площадь префектуры составляет 6,094 км², население — 2 857 387 человека (1 июня 2020), плотность населения — 469 чел./км². Административный центр префектуры — город Мито.

## Административно-территориальное деление
В префектуре Ибараки расположено 32 города и 7 уездов (10 посёлков и два села).

### Города
Список городов префектуры:
- Бандо;
- Дзёсо;
- Инасики;
- Исиока;
- Итако;
- Камису;
- Касама;
- Касима;
- Касумигаура;
- Китаибараки;
- Кога;
- Мито;
- Мория;
- Нака;
- Намегата;
- Омитама;
- Рюгасаки;
- Сакурагава;
- Симоцума;
- Такахаги;
- Тикусей;
- Ториде;
- Усику;
- Хитати;
- Хитатинака;
- Хитатиомия;
- Хитатиота;
- Хокота;
- Цукуба;
- Цукубамирай;
- Цутиура;
- Юки.

### Уезды
Посёлки и сёла по уездам:
- Хигасиибараки;
  - Ибараки;
  - Оараи;
  - Сиросато;
- Нака;
  - Токай;
- Кудзи;
  - Дайго;
- Инасики;
  - Ами;
  - Кавати;
  - Михо;
- Юки;
  - Ятиё;
- Сасима;
  - Гока;
  - Сакаи;
- Китасома;
  - Тоне.

## Символика

Старый флаг префектуры (1966—1991)

Текущие флаг и эмблема префектуры были выбраны 13 ноября 1991 года. До этого использовался флаг, избранный в 1966 году.
Цветком префектуры 28 марта 1966 выбрали розу, деревом — японскую сливу (6 октября 1966), птицей — полевого жаворонка (3 ноября 1965), а рыбой — ложного палтуса (1 июня 1995).